# Lepidotrigla lepidojugulata
Lepidotrigla lepidojugulata is een straalvinnige vissensoort uit de familie van ponen (Triglidae). De wetenschappelijke naam van de soort is voor het eerst geldig gepubliceerd in 1981 door Li.